# Vikomt
Vikomt je šlechtický titul, používaný dodnes ve Velké Británii jako viscount. Titul vikomta stojí mezi baronem a hrabětem a jedná se tak o titul vyšší šlechty se všemi právy k němu náležejícími. Panství vikomta je možné označit jako vikomství.
Slovo vikomt je převzato z francouzského vicomte, ve středověké francouzštině viscomte „místohrabě“, z latinského vicecomitem (4. pád), vice- zástupce + comes pův. „druh“, „společník“.

## Užití titulu
Titul se používá zejména v západní Evropě, v českých zemích se neužíval a neuděloval.
Původně se titul vikomt (vicomte) používal ve Francii (západofranské říši) pro zástupce vévody či hraběte, který byl správcem města či vedlejší provincie panství, poté i pro majitele vlastního panství zvaného vikomství (vicomté). V Itálii je visconte méně obvyklý titul. V Portugalsku byl titul udělován od vlády Alfonsa V. do r. 1880. V Nizozemí a Belgii je obdobný titul mezi hrabětem a baronem nazýván Burggraaf (purkrabí). V Británii byl tento titul poprvé udělen r. 1440 Johnu Beaumontovi a je používán dodnes.

## Galerie

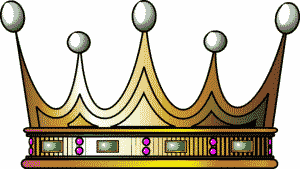
Francouzská koruna vikomta (vicomte)
Britská koruna vikomta (viscount}
Italská koruna vikomta (visconte)
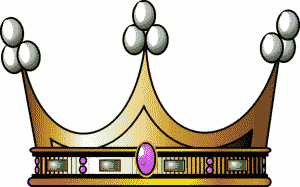
Belgická koruna vikomta a purkrabího (vicomte, burggraaf)